# برهان‌الدین اپازیلا
برهان‌الدین اپازیلا (به لاتین: Borhanuddin Upazila) یک منطقهٔ مسکونی در بنگلادش است که در ناحیه بهولا واقع شده‌است. برهان‌الدین اپازیلا ۲۸۴٫۶۷ کیلومتر مربع مساحت و ۲۰۸٬۴۷۸ نفر جمعیت دارد.